# イウォーク
イウォーク(Ewok)は、映画『スター・ウォーズ エピソード6/ジェダイの帰還』、『イウォーク・アドベンチャー』、『エンドア/魔空の妖精』（実写版テレビドラマスペシャルとその続編）、『イウォーク物語』（アニメ作品）に登場する架空の生物種・種族である。
「イウォーク」の日本語表記はルーカスフィルムの認証を受けた公式刊行物によるものであるが、英語発音を日本語表記に近づければ「イーウォック」となる。

## 概要

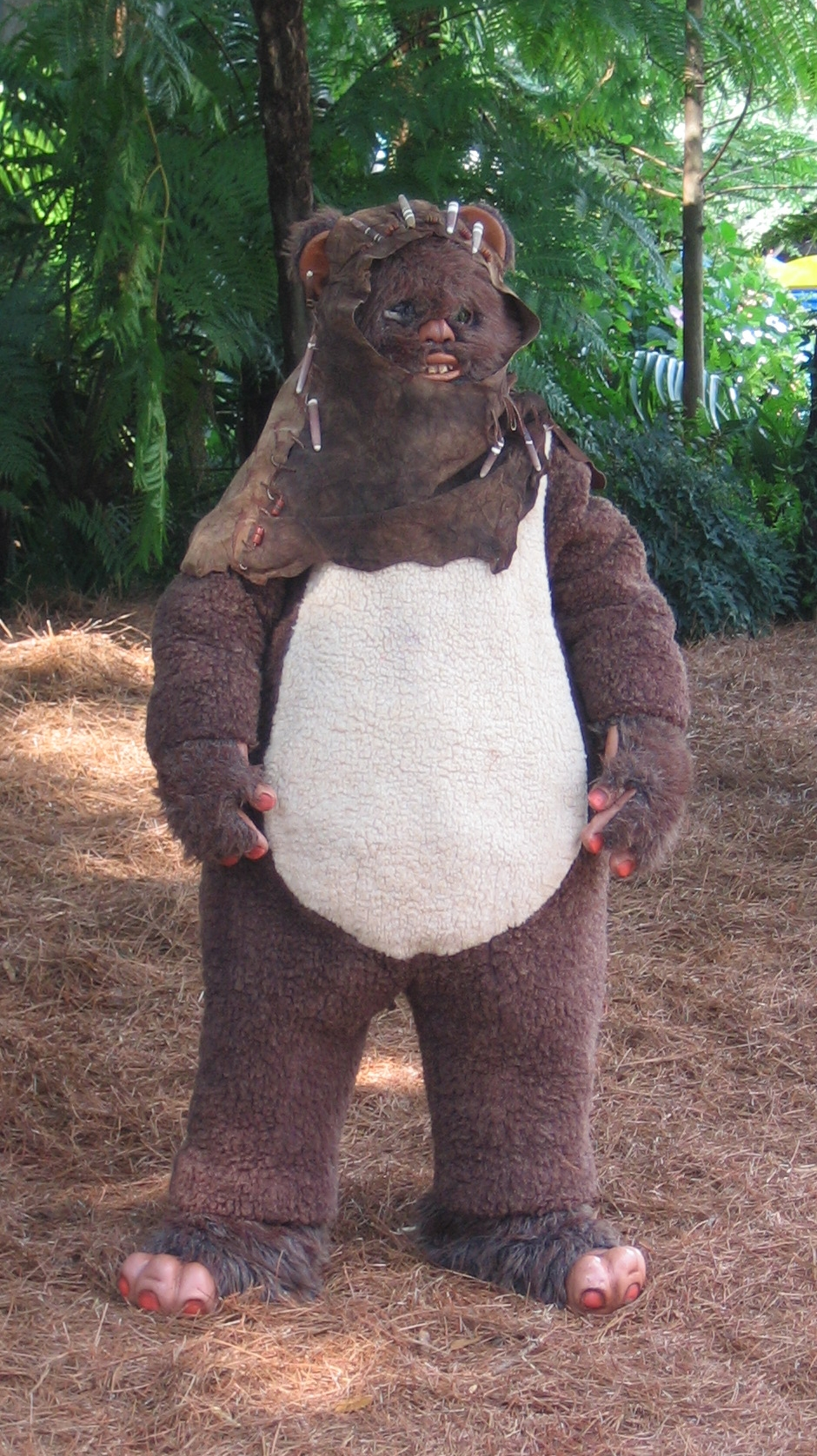
イウォークを模したコスプレ

イウォーク族は森林豊かな衛星エンドアに住む種族で、低身長で小柄な体躯のクマのような外見をしている。身長はおよそ1メートル程度。密林によく順応した生活を送っており、エンドアに自生する巨大な木の中ほどにロフト状の家屋を作り、部族単位で生活している。使用する武器は原始的なものだが、強靭な身体を持ち、それらを上手く使いこなして戦う勇敢な戦士でもある。
なおエンドアの気候は温帯〜亜寒帯といった感じであるが、彼らは全身に密集した体毛に覆われているため着衣を必要としない。しかし頭には動物の皮を加工した頭巾を被っている。しばしば皮製のポーチなどを携帯している。

### 身体
身体的には、低身長で二足歩行する小柄な体躯にクマのような姿をしている。狩猟民族であるため小柄ながらも強靭な身体を持ち、帝国軍の銃火器を装備したストームトルーパーとも渡り合えるほどにその戦闘力は高く、特に自身らが住むエンドアの森での戦いにおいては、地の利を知り尽くしているため、それを有効に生かして戦うことで戦果を挙げた。その動体視力は優れており、これは後述する移動に際しての驚くほどの敏捷さを発揮する。目は顔の中央に平行して付いており、寸詰まりの鼻は未知の食べ物をまず匂いで判断したことから、嗅覚もよく発達しているようである。
知能程度は原始社会にあって文明こそ停滞気味だが、言語的に豊かな文化性も垣間見られることや、初めて乗った帝国軍のスカウト・トルーパーのスピーダー・バイクを乗りながら操作方法を習得するなどの行動から、かなりの順応性があり、種族としても相当な可能性があることも感じさせる。ただ、その小さな口は舌打ちや唸り声に近い音を立てることはできても、あまり複雑な言語を話すようにはできておらず、独自言語以外の銀河標準語（ベイシック）が話せるかどうかは未知数である。なお食性は小動物から木の実まで食べる雑食性のようだが、門歯が発達しており逆に犬歯や牙が発達しているようには見えないことから、元々は草食的性質（果実食など）が強かったのかもしれない。
手や足には短いながらも器用で強力な指があり、これによって木やツタをよじ登ったり、原始的ながら様々な道具を使いこなす。全身は密度の高く短い毛で均一に覆われているが、手の平や足の裏は皮膚が露出している。毛皮は個体によって茶や黄色・白などの差もあり、まだら模様やぶち模様なども作中確認される。
耳は頭の上方高い位置についていて、前方に向かって飛び出しているが、特にこれといって聴覚に特筆すべき様子は作中確認されない。しかし森林生活者として気配には敏感なようで、閑静な森の中で不審な物音に対する警戒心は非常に高いものである様子も見て取れる。

### 文明
文明程度はまだ原始的なレベルであり、地球文明の石器時代に近い。素朴な道具を作るほか、火を利用している。道具は専ら木や石・大型獣の皮などを利用して作られている。車輪を発明しており、木を使った車輪付きカタパルト（投石器）の利用も見られる。
武器としては斧・剣・槍・弓矢などといったものしか使っておらず、銃などの火薬兵器はまだ発明されていない。移動に際して家畜に乗ることはなく、森を徒歩で移動したり森林のいたるところに垂れているツタを使ってターザンのように移動するほか、素朴なハンググライダーで飛行する技能を持っている。
ただ部族間の争いやエンドアに生息する巨大生物との戦いは過去にしばしば発生したようで、投石器や森林の樹木を使った大掛かりな武器・罠も伝えられており、投石や弓・槍などによる戦闘手法がみられる。また彼らの社会ではアニミズム的な宗教が見られ、巨大な樹木が信仰の対象となっており呪術医も存在する。長老による政治体制があり、部族間の外交問題や個人間の調停には、この長老の意見が尊重されている。
生活は主に豊富な森の資源に依存しており、彼らも雑食性であるため、特にこれといって農業的な活動は行っていない様である。集落規模は数十名〜数百名程度とみられることから、エンドアの自然は極めて豊富に食料を与えてくれているようだ。彼らは森を巡回し、食料を採取している。

### 言語
原始的な裂音の多い言語を使っているが、その言語形態は非常に柔軟かつ語彙が豊富であるらしく、彼らの種族が長い文明的停滞の中で、精神世界を発達させている事が伺われる。遥かに進んだ文明を持つ銀河標準語とは適切に通訳する事で、意思の疎通が可能である。

## 映画『スター・ウォーズ』での活躍
銀河帝国抵抗運動の紛争が頻発していた時代に於いては、外部世界とは隔絶した生活を送っていたため、銀河帝国と反乱同盟軍の戦争にも当初は関与していなかった。
しかし軌道上に建造された第二デス・スターの防御を司るシールド・コントロール基地がエンドア地表に建設されたことに伴ってエンドアに帝国軍が進駐、さらにこの基地の破壊を狙う反乱軍も兵士を送り込み、イウォークも戦争に巻き込まれていく。
それでもイウォークは中立の立場を守っていた。しかし反乱軍とともに降下していた金色のプロトコル・ドロイドC-3POを神と勘違いしたことにより、イウォークは反乱軍の破壊工作に全面協力することになる。彼らは、C-3POから聞いた星々に生活する人々に圧政を敷き支配する帝国軍を恐れ、自分たちの土地から追い出したいと願う。
コントロール基地の機能停止を狙った反乱同盟軍の作戦を支援すべく立ったイウォークたちだが、彼らには帝国軍や反乱軍のもつ宇宙戦闘機やエネルギー兵器といったような派手な装備は無かった。しかし地の利を活かした罠やゲリラ戦に長けた彼らは、帝国軍を挑発して自分たちの得意とする密林へとおびき出し、弓矢や投石の雨を降らせる。
彼らは決死の戦術で帝国軍を撹乱、原始的な罠で反乱軍と共に、帝国軍のスカウト・トルーパーや、強力な武器を備えたウォーカーを次々に戦闘不能に陥れ、ついに帝国軍の基地警備隊を制圧する事に成功する。この作戦成功の直後に宇宙ではデス・スターが破壊され、エンドアの平和は守られる。
この戦いで、多くのイウォーク族の戦士が傷つき、倒れる。しかし同時に彼らの働きで、デス・スターは失われ、またこの戦いで皇帝を失った帝国軍は一気に弱体化する。イウォーク族は、失った以上に多くの勇敢な反乱同盟軍の戦士たちと友好を結び、戦勝を祝う祝宴がエンドアで催される。